# Persone di cognome Pucci
| Questa pagina contiene informazioni ricavate automaticamente dalle voci biografiche con l'ausilio del template Bio e di un bot. L'aggiornamento è periodico e automatico e ricostruisce completamente la pagina. Se manca una persona in questa lista, sei pregato di non aggiungerla, ma accertati piuttosto che la sua voce biografica contenga il template Bio e che i dati anagrafici siano correttamente compilati. Se il template Bio manca, inseriscilo tu stesso o, in alternativa, metti l'avviso {{tmp\|Bio}} che ne segnala la mancanza. Se i dati riportati sono sbagliati, correggi direttamente la voce biografica; le modifiche saranno visibili in questa lista entro pochi giorni. Per chiarimenti vedi il progetto biografie. La lista contiene solo le 46 persone che sono citate nell'enciclopedia e per le quali è stato implementato correttamente il template Bio. Pagina aggiornata al 22 ott 2022. |

Questa è una lista di persone presenti nell'enciclopedia che hanno il cognome Pucci, suddivise per attività principale.

## Allenatori di calcio(1)
- Giuseppe Pucci, allenatore di calcio e calciatore italiano (Carrara, n.1921)

## Arcivescovi cattolici(1)
- Francesco Pucci, arcivescovo cattolico italiano (Pisa)

## Attori(2)
- Franco Pucci, attore italiano (Roma, n.1920 - Roma, † 2007)
- Lou Taylor Pucci, attore statunitense (Seaside Heights, n.1985)

## Aviatori(1)
- Stefano Pucci, aviatore e politico italiano (Trapani, n.1895 - Trapani, † 1955)

## Cardinali(3)
- Antonio Pucci, cardinale italiano (Firenze, n.1484 - Bagnoregio, † 1544)
- Lorenzo Pucci, cardinale e vescovo cattolico italiano (Firenze, n.1458 - Roma, † 1531)
- Roberto Pucci, cardinale italiano (Firenze, n.1463 - Roma, † 1547)

## Compositori(2)
- Alfredo Pucci, compositore, direttore di banda e editore italiano (Nocera Inferiore, n.1902 - Nocera Inferiore, † 1950)
- Salvatore Pucci, compositore, direttore di banda e editore italiano (Nocera Inferiore, n.1894 - Portici, † 1977)

## Doppiatori(1)
- Fabrizio Pucci, doppiatore, direttore del doppiaggio e dialoghista italiano (Roma, n.1957)

## Filosofi(1)
- Francesco Pucci, filosofo e letterato italiano (Firenze, n.1543 - Roma, † 1597)

## Giornalisti(1)
- Andrea Pucci, giornalista italiano (Roma, n.1961)

## Ingegneri(1)
- Alberto Mario Pucci, ingegnere, architetto e urbanista italiano (Modena, n.1902 - Modena, † 1979)

## Matematici(1)
- Carlo Pucci, matematico italiano (Firenze, n.1925 - Firenze, † 2003)

## Mezzofondisti(1)
- Puccio Pucci, mezzofondista e dirigente sportivo italiano (Firenze, n.1904 - Pomezia, † 1985)

## Militari(2)
- Guglielmo Pucci, militare, ingegnere navale e politico italiano (Napoli, n.1824 - Roma, † 1907)
- Roberto Pucci, militare, imprenditore e politico italiano (Castelfiorentino, n.1878 - Viareggio, † 1960)

## Nobili(1)
- Orazio Roberto Pucci, nobile italiano (Firenze, n.1625 - † 1698)

## Pallanuotisti(1)
- Paolo Pucci, ex pallanuotista e nuotatore italiano (Roma, n.1935)

## Partigiani(1)
- Orlando Pucci, partigiano e sindacalista italiano (Sansepolcro, n.1925 - Sansepolcro, † 2007)

## Piloti automobilistici(1)
- Antonio Pucci, pilota automobilistico italiano (Petralia Sottana, n.1923 - Palermo, † 2009)

## Pistard(1)
- Rino Pucci, pistard italiano (Chiesina Uzzanese, n.1922 - Milano, † 1986)

## Pittori(3)
- Camillo Pucci, pittore italiano (Sarzana, n.1802 - La Spezia, † 1869)
- Giovanni Antonio Pucci, pittore e poeta italiano (Firenze, n.1677 - Firenze, † 1739)
- Silvio Pucci, pittore italiano (Pistoia, n.1892 - Firenze, † 1961)

## Poeti(1)
- Antonio Pucci, poeta italiano (Firenze - Firenze, † 1388)

## Politici(11)
- Achille Pucci, politico italiano (Lucca, n.1832 - Lucca, † 1903)
- Anselmo Pucci, politico e sindacalista italiano (Palaia, n.1923 - Pisa, † 1998)
- Elda Pucci, politica e pediatra italiana (Trapani, n.1928 - Palermo, † 2005)
- Ernesto Pucci, politico italiano (Chiaravalle Centrale, n.1917 - Catanzaro, † 2011)
- Francesco Pucci, politico italiano (Firenze, n.1437 - † 1518)
- Francesco Pucci, politico italiano (n.1921 - Catanzaro, † 2017)
- Maria Pucci, politica italiana (Catanzaro, n.1919 - Perugia, † 1996)
- Emilio Pucci, politico italiano (Firenze, n.1774 - † 1824)
- Puccio Pucci, politico italiano (Firenze, n.1389 - † 1449)
- Raffaele Pucci, politico e medico italiano (Nocera Inferiore, n.1906 - † 1959)
- Roberto Pucci, politico, ingegnere e imprenditore italiano (Massa, n.1947)

## Presbiteri(1)
- Antonio Maria Pucci, presbitero italiano (Poggiole di Vernio, n.1819 - Viareggio, † 1892)

## Progettisti(1)
- Domenico Pucci, progettista italiano (Umbertide, n.1903 - Umbertide, † 1980)

## Scienziati(1)
- Enrico Pucci, scienziato italiano (Lucca, n.1848 - Firenze, † 1891)

## Scrittori(2)
- Evi Zamperini Pucci, scrittrice italiana (Trapani, n.1924 - Pavia, † 2016)
- Vanni Pucci, scrittore, poeta e illustratore italiano (Palermo, n.1877 - Palermo, † 1964)

## Sollevatori(1)
- Enrico Pucci, sollevatore italiano (Fano, n.1900)

## Umanisti(1)
- Francesco Pucci, umanista italiano (Firenze, n.1463 - Roma, † 1512)

## Vescovi cattolici(1)
- Bartolomeo Pucci, vescovo cattolico italiano (Montepulciano, n.1673 - Pescia, † 1737)